# Pontius von Cimiez

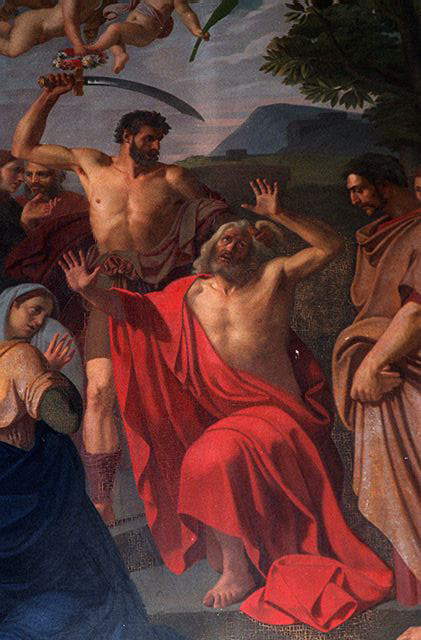
Joseph Castel (1798–1853) – Martyrium des hl. Pontius; Cimiez – ehemalige Abteikirche Saint-Pons

Pontius von Cimiez (* um 210; † 257) war ein Märtyrer und Heiliger der Katholischen Kirche. Sein Festtag ist der 14. Mai; in Katalonien der 11. Mai.

## Legende
Gemäß der Überlieferung durch einen gewissen Valerianus, der sich selbst als Augenzeuge bezeichnet, wurde Pontius vom römischen Bischof Pontianus getauft. Er bekehrte angeblich den römischen Kaiser Philippus Arabs zum christlichen Glauben. Während der Christenverfolgung unter Kaiser Valerian floh er nach Cemellum (Cimiez bei Nizza), wurde dort aber gefangen genommen und enthauptet.
Weitere lokale und regionale Überlieferungen haben Bekehrungen im Bergtal des Flusses Ubaye und in Katalonien zum Inhalt. In Barcelona soll er Kranke mit Hilfe von Kräutern geheilt haben, weshalb er dort als Schutzpatron der Kräuterheiler und Imker verehrt wird. Alljährlich am 11. Mai finden in mehreren Städten Kataloniens Kräutermärkte statt.

## Verehrung
In Frankreich lautet sein Name Saint-Pons, in Katalonien und Spanien wird er als Sant Ponç bzw. als San Poncio verehrt. Im Süden Frankreichs war „Pons“ ein durchaus geläufiger Vorname (z. B. Pons (Toulouse)). Mehrere Kirchen und Orte tragen seinen Namen:
Kirchen
- St-Pons (Baugy), (Département Saône-et-Loire)
- St-Pons (Nizza), Cimiez, Nizza
- Kathedrale von Saint-Pons-de-Thomières (Département Hérault)
- Sant Ponç de Corbera (Katalonien)

Orte
- Saint-Pons-de-Thomières (Département Hérault)
- Saint-Pons-de-Mauchiens (Département Hérault)
- Saint-Pons-la-Calm (Département Gard)
- Saint-Pons (Ardèche)
- Saint-Pons (Alpes-de-Haute-Provence)